# Licnoptera crocodera
Licnoptera crocodera är en fjärilsart som beskrevs av Kirby 1893. Licnoptera crocodera ingår i släktet Licnoptera och familjen björnspinnare. Inga underarter finns listade i Catalogue of Life.